# Rodrigo Palacios
Rodrigo Palacios Pazos (Lima, 2 de octubre de 1980) es un actor y exabogado peruano, reconocido por haber protagonizado la teleserie histórica peruana El último bastión con su personaje de Lorenzo Robles.

## Biografía
Rodrigo Palacios Pazos nació el 2 de octubre de 1980 en la capital peruana Lima, proveniente de una familia de clase media.[cita requerida] Estudió la carrera de derecho en la Universidad Peruana de Ciencias Aplicadas, la cual abandonaría la profesión años más tarde. Poco tiempo después, Palacios optaría su paso por la actuación, recibiendo clases en la Escuela Diez Talentos, a cargo de la dirección de Bruno Odar y el taller de teatro de Alberto Ísola.
Comenzó su carrera artística participando en diferentes obras de teatro como extra, siendo una de sus primeros montajes Jugo de Lima en el año 2006. Hizo su debut televisivo con la telenovela Yo no me llamo Natacha en 2011 y participó en las obras Break y Un día en la vida de Adriana Lima, dirigida por Vanessa Vizcarra ese año. En el año 2009, Palacios asumió el rol principal del montaje Morir, la cual fue presentado en el Teatro de la Asociación de Artistas Aficionados. Participó en el montaje peruano ¿Quiéres estar conmigo? en 2014 y protagonizó con Sebastián Monteghirfo, Nicolás Galindo y Juan Carlos Pastor la obra deportiva peruana Gol al año siguiente.
El progreso de su carrera actoral se dio a partir del año 2018, cuando Palacios asumiría por primera vez el protagónico de la telenovela histórica peruana El último bastión, haciendo el personaje de Lorenzo Robles, un soldado de la independencia del Perú, y compartió el rol junto a otros actores Mayella Lloclla, Giovanni Arce, Mayra Najar y Priscila Espinoza. Seguidamente, protagonizó con Wendy Vásquez la obra dramática Una gata sobre el tejado del zinc de la dirección de Joanna Lombardi, donde interpretaría a Brick y prestó su presencia en el montaje mitológico La tempestad de Roberto Ángeles.
Gracias a su popularidad, recibió el galardón de «Mejor actor de televisión» en los Premios Luces por su actuación en El último bastión, estuvo en negociaciones con la productora internacional Telemundo para participar en la telenovela La Reina del Sur 3, donde interpretó a Bernardo Matos, entrando así al ámbito internacional y se incluye al reparto de la serie web deportiva Contigo capitán en el año 2022, interpretando al «Chino Take». En ese año, Palacios asume de nuevo el protagonismo de la película peruana LXI como Daniel, quién sería uno de los exintegrantes de la promoción de su colegio, teniendo como director a Rodrigo Moreno del Valle y obtuvo el premio de «Mejor actor» por la Asociación Peruana de Prensa Cinematográfica. Adicionalmente, participa en la serie televisiva web Un día eres joven como «Pancho». Fue parte de la película peruana Soltera, casada, viuda, divorciada en el año 2023, donde encarna a Marco y antagonizó la telenovela Maricucha al año anterior como Emilio Pariona.
Palacios participó en la obra teatral Botella borracha en 2012 como protagonista en el papel de Gustavo y compartió escena con otros actores como Jely Reátegui, Stefano Salvini, Katerina D'Onofrio y Diego Lombardi.

## Filmografía

### Cine
| Año  | Título                             | Rol                   | Notas                         | Ref.             |
| ---- | ---------------------------------- | --------------------- | ----------------------------- | ---------------- |
| 2013 | Ella y él                          | Antonio               | Rol principal                 | [cita requerida] |
| 2015 | Solos                              |                       | Rol coprotagónico             | [cita requerida] |
| 2016 | Hummus of Barranco                 | Joel                  | Rol de participación especial | [cita requerida] |
| 2018 | Soltera codiciada                  | Jaime                 | Rol principal                 | [cita requerida] |
| 2019 | Intercambiadas                     |                       | Rol secundario                | [cita requerida] |
| 2019 | Papá Youtuber                      | Camilo                | Rol principal                 | [ 19 ]           |
| 2019 | Nobleza obliga                     |                       | Rol principal                 | [cita requerida] |
| 2019 | La bronca                          | Bob Montoya           | Rol coprotagónico             | [cita requerida] |
| 2021 | Las mejores familias               |                       | Rol principal                 | [cita requerida] |
| 2022 | Hasta que nos volvamos a encontrar | «Vito»                | Rol principal                 | [cita requerida] |
| 2022 | LXI                                | Daniel                | Rol protagónico               | [ 13 ]           |
| 2023 | Soltera, casada, viuda, divorciada | Marco                 | Rol principal                 | [ 20 ] [ 15 ]    |
| 2024 | El sueño de Ariana                 | Cazador de infectados | Rol secundario                | [cita requerida] |
| 2024 | La herencia de Flora               |                       | Rol principal                 | [cita requerida] |
| 2024 | Chabuca                            |                       | Rol principal                 | [cita requerida] |

### Televisión
| Año       | Título                 | Rol            | Notas                    | Emisión               | Ref.             |
| --------- | ---------------------- | -------------- | ------------------------ | --------------------- | ---------------- |
| 2011      | Yo no me llamo Natacha |                | Rol secundario           | América Televisión    | [cita requerida] |
| 2018-2019 | El último bastión      | Lorenzo Robles | Rol protagónico          | TV Perú               | [ 6 ]            |
| 2019      | Un día eres joven      | «Pancho»       | Rol protagónico          |                       | [ 14 ]           |
| 2022      | Contigo capitán        | «Chino Take»   | Rol principal            | Streaming por Netflix | [ 12 ]           |
| 2022      | La Reina del Sur       | Bernardo Matos | Rol principal            | Telemundo             | [ 10 ]           |
| 2022      | Maricucha              | Emilio Pariona | Rol antagónico principal | América Televisión    | [ 16 ]           |

## Teatro
- Morir (2009)
- Un día en la vida de Adriana Lima (2011)
- Algo de ruido sucede (2011)
- Las tres hermanas (2011)
- Break (2011)[3]
- Botella borracha (2012-2013) como Gustavo (protagónico).[18]
- Cuando tenía cinco años (2013)
- ¿Quiéres estar conmigo? (2014)
- Tribulaciones de otro gigoló (2014)
- Otras ciudades en el desierto (2015)
- Elvira fantasma (2015)
- Gol (2015)[5]
- Hamlet (2016)
- La terquedad (2017)[21]
- La tempestad (2017)
- Una gata en el tejado caliente del zinc (2018) como Brick (protagónico).[7]
- La travesía (2019)
- Personas, lugares y cosas (2024)

## Premios y nominaciones
| Año  | Premios                                      | Categoría                   | Trabajo           | Resultado | Ref.             |
| ---- | -------------------------------------------- | --------------------------- | ----------------- | --------- | ---------------- |
| 2018 | Premios Luces de El Comercio                 | «Mejor actor de televisión» | El último bastión | Ganador   | [ 9 ]            |
| 2021 | Asociación Peruana de Prensa Cinematográfica | «Mejor actor»               | LXI               | Ganador   | [cita requerida] |